# Magnolia (Minnesota)
Magnolia – miasto w Stanach Zjednoczonych, w stanie Minnesota, w hrabstwie Rock.